# Speikerner Reiterlein

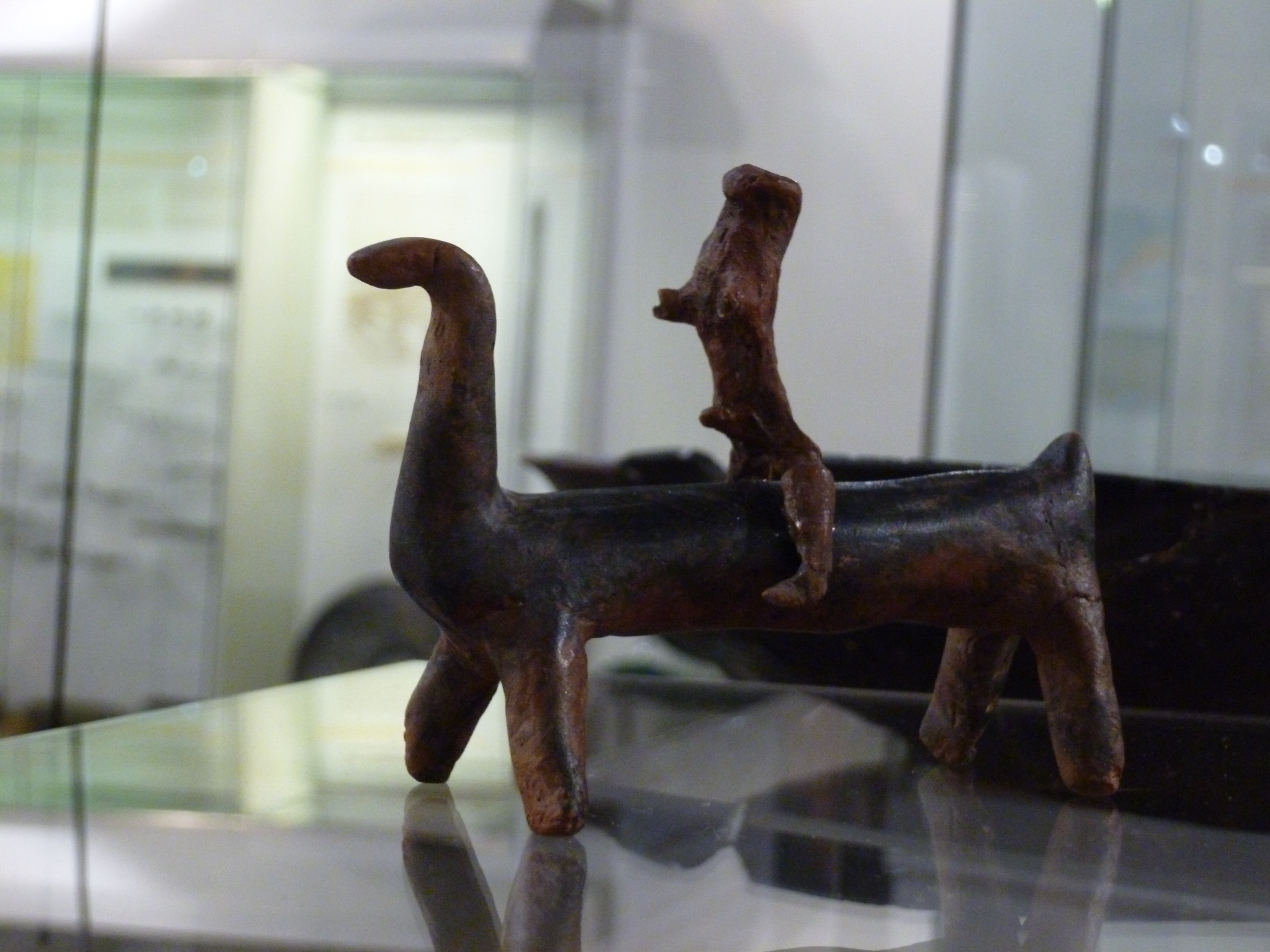
Speikerner Reiterlein

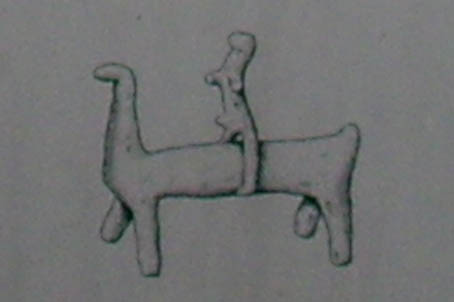
Abbildung auf dem Wegweiser zum Archäologischen Wanderweg Speikern

Das Speikerner Reiterlein ist eine Tonfigur, die 1962 südlich von Speikern im Landkreis Nürnberger Land gefunden wurde.
Angefertigt wurde diese Reiterfigur von den Kelten. Bei der Tonplastik, die in dieser Art selten ist, handelt es sich um eine etwa 8 Zentimeter lange Grabbeigabe. Solche Plastiken wurden den Verstorbenen in das Grab mitgegeben, um ihn als Angehörigen einer begüterten Reiterkaste auszuweisen. Das Fundstück befindet sich heute im Naturhistorischen Museum Nürnberg als Kopie.

## Fundstelle
Die Fundstelle des Speikerner Reiterleins befindet sich in einem ehemaligen Sandabbaugebiet. Der Fundort liegt am aufgegebenen Ottensooser Weg zwischen der südlich von Speikern verlaufenden Bahnlinie von Nürnberg nach Hersbruck und dem Naturschutzgebiet Seeäcker. Die Tonkeramik wurde dort im Rahmen einer Notbergung geborgen, bei der auch fünf Gräber mit Mehrfachbestattungen entdeckt wurden. In dieser Ausführung ist die Tonfigur das einzige Exemplar, das bislang in Deutschland entdeckt wurde. Die figürliche Darstellung des Pferdekörpers ähnelt allerdings sehr der des Schalenpferdchens, das bei den Beckersloher Grabhügeln nordwestlich von Oberkrumbach ausgegraben wurde. Das mittlerweile renaturierte Fundareal des Reiterleins gehört zum Gemeindegebiet von Ottensoos und bildet das etwa 10,5 Hektar große Naturschutzgebiet Feuchtgebiet und Sandmagerrasen bei Speikern. Ein nordöstlich von Speikern angelegter archäologischer Wanderweg thematisiert das Speikerner Reiterlein. Er führt aber nicht an dessen Fundstelle vorbei.